# (467007) 2016 CS103
(467007) 2016 CS103 es un asteroide perteneciente al cinturón de asteroides, descubierto el 3 de marzo de 2005 por el equipo del Catalina Sky Survey desde el Catalina Sky Survey, Arizona, Estados Unidos.

## Designación y nombre
Designado provisionalmente como 2016 CS103.

## Características orbitales
2016 CS103 está situado a una distancia media del Sol de 3,177 ua, pudiendo alejarse hasta 3,532 ua y acercarse hasta 2,822 ua. Su excentricidad es 0,111 y la inclinación orbital 21,86 grados. Emplea 2068,46 días en completar una órbita alrededor del Sol.

## Características físicas
La magnitud absoluta de 2016 CS103 es 15,7. Tiene 4 km de diámetro.